# Carrat
 (mars 2018).
Si vous disposez d'ouvrages ou d'articles de référence ou si vous connaissez des sites web de qualité traitant du thème abordé ici, merci de compléter l'article en donnant les références utiles à sa vérifiabilité et en les liant à la section « Notes et références ».
Pour l’article ayant un titre homophone, voir Carat.
Le Carrat est une rivière affluente de la Loise dans le département de la Loire en France.

## Géographie
D'une longueur de 3,8 km, la rivière traverse les communes de Violay, Montchal et Sainte-Agathe-en-Donzy avant de se déverser dans la Charpassonne.

## Les moulins
Autrefois sur la commune de Sainte-Agathe-en-Donzy, on dénombrait pas moins de quatre moulins à farine qui utilisaient l'eau de la rivière pour moudre les céréales. De 1823 à 1847, deux d'entre eux avaient disparu sans doute par manque d'activité étant donné que le village de Sainte-Agathe-en-Donzy (le plus petit du canton), comptait moins de 300 habitants.
Le premier moulin, le moulin Carrat fut détruit par un incendie en 1847. Aujourd'hui, on aperçoit à son emplacement une maisonnette. Le second, le moulin des Creux était situé à proximité d'une ferme appartenant à la famille Giroux. Il aurait été bâti au dix-huitième siècle et appartenu aux Lyonnais Croizat et Prungier jusqu'en 1862 où il aurait ensuite été revendu au propriétaire du domaine de la Conche, Jean Claude Magdinier, qui le fit détruire 1869. Le troisième, le moulin Colomb était situé sur la route RD 103 en direction de Montchal (ancien lavoir). Le dernier, le moulin du Grand Pré est situé juste avant le déversement du ruisseau dans la Charpassonne. Ce moulin existe encore, sous le nom de Maître Marcel et il était encore en activité jusqu'en 1989. Le moulin a conservé tout son matériel et il se visite.

## Randonnées
La commune de Sainte-Agathe-en-Donzy propose un circuit pédestre de 7 km, la boucle du Carrat, appelé aussi le sentier des Moulins, pour découvrir le ruisseau avec un parcours disposant de panneaux d'informations devant chaque emplacement des moulins.